# (233661) Alytus
(233661) Alytus est un astéroïde de la ceinture principale.

## Description
(233661) Alytus est un astéroïde de la ceinture principale. Il fut découvert le 31 août 2008 à Moletai par Kazimieras Černis et Edvardas Černis (it). Il présente une orbite caractérisée par un demi-grand axe de 2,35 UA, une excentricité de 0,06 et une inclinaison de 3,8° par rapport à l'écliptique.

## Compléments